# Michail Iwanowitsch Tugan-Baranowski

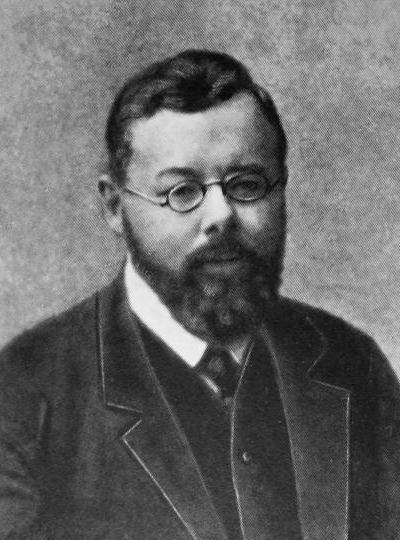
Michail Iwanowitsch Tugan-Baranowski

Michail Iwanowitsch Tugan-Baranowski (russisch Михаил Иванович Туган-Барановский, ukrainisch Михайло Іванович Туган-Барановський Mychajlo Iwanowytsch Tuhan-Baranowskyj; * 8. Januarjul. / 20. Januar 1865greg. im Gouvernement Charkow, Russisches Kaiserreich; † 21. Januar 1919 nahe Odessa) war ein ukrainischer Ökonom und Historiker.
Ursprünglich Marxist, vertrat Tugan-Baranowski später revisionistische Positionen und versuchte, marxistisches Gedankengut mit Ansätzen der historischen Schule und der Grenznutzenschule zu verbinden.
Er gilt als einer der führenden ökonomischen Theoretiker des so genannten „Legalen Marxismus“.

## Leben und Werk
Tugan-Baranowski wurde in einer tatarisch-polnischen Familie geboren, studierte in Kiew, las frühzeitig die  Schriften von Karl Marx, verbrachte einige Zeit mit ökonomischen und sozialpolitischen Forschungen in England. Er absolvierte 1888 die physikalisch-mathematische Fakultät der Universität Charkow und erwarb 1894 den Magister der politischen Ökonomie mit der Arbeit Die Industriekrisen im heutigen England.
Von 1895 bis 1899 und von 1905 bis 1913 war er als Dozent für politische Ökonomie an der Universität Petersburg tätig. In der Revolutionsperiode 1905 bis 1907 stieß er zur liberalen Konstitutionell-demokratischen Partei (Kadetten), wurde 1912 als deren Kandidat für die Reichsduma vorgeschlagen, aber nicht gewählt. Nach der Oktoberrevolution war er von September bis Dezember 1917 Generalsekretär der Finanzen (Finanzminister) der Zentralregierung der Ukrainischen Volksrepublik. Von 1917 bis 1919 war Tugan-Baranowski Professor an der Kiewer Universität und Dekan ihrer juristischen Fakultät. Tugan-Baranowski war erstes Mitglied der Ukrainischen Ökonomischen Gesellschaft und 1919 einer der Begründer der Ukrainischen Akademie der Wissenschaften.
Tugan-Baranowski wurde durch die These bekannt, dass im Kapitalismus eine schrankenlose Akkumulation möglich sei. Die Produktion entwickele sich unabhängig vom Konsum und es bestehe kein Zusammenhang zwischen Krisen und dem so genannten „Realisierungsproblem“. Die Ursache der kapitalistischen Krisen liege vielmehr in der Disproportionalität und in der Bewegung des Leihkapitals.

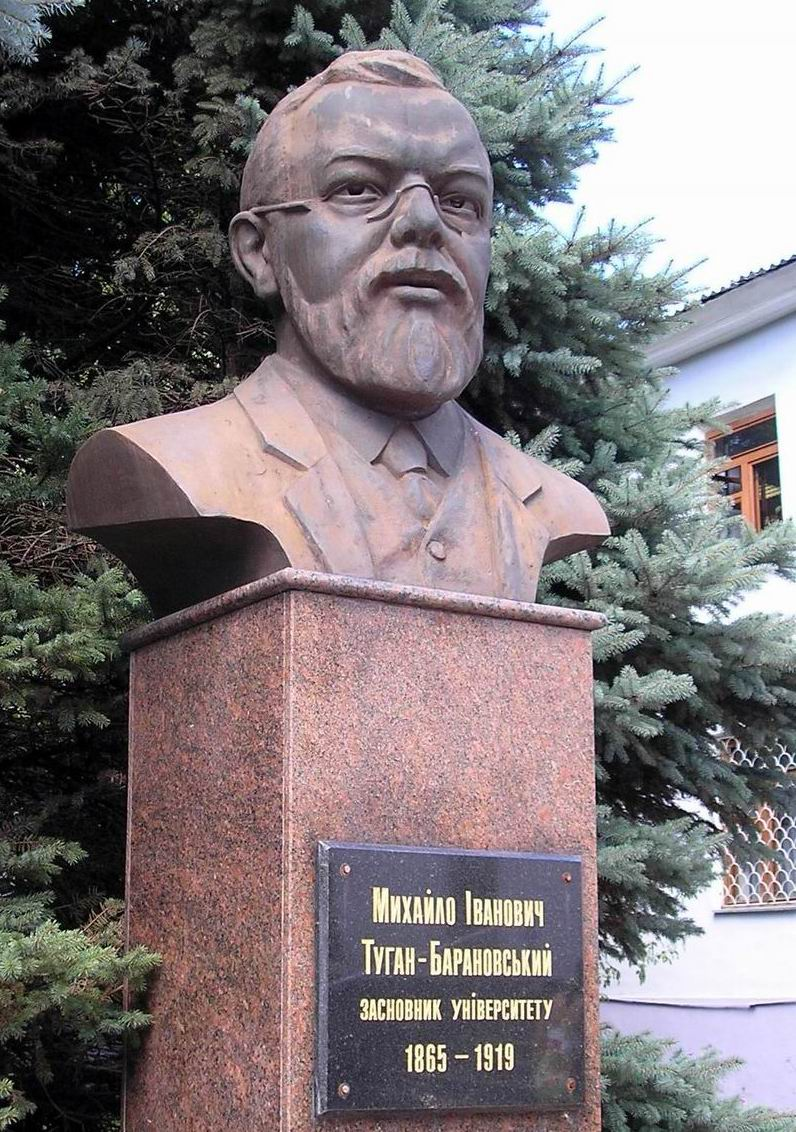
Büste von Tugan-Baranowski an der Nationale Universität für Wirtschaft und Handel in Donezk

## Ehrungen
Die Nationale Universität für Wirtschaft und Handel Donezk wurde im Jahr 2000 nach Tugan-Baranowski benannt.

## Publikationen (Auswahl)
Die Jahreszahl in runden Klammern verweist auf das Jahr der ersten Originalausgabe. 
- Michael Tugan-Baranovsky: Studien zur Theorie und Geschichte der Handelskrisen in England. Jena 1901 (online). (1894)
- Geschichte der russischen Fabrik, Berlin 1900 (1898)
- Theoretische Grundlagen des Marxismus, Leipzig 1905 (1905)
- Michael Tugan-Baranovsky: Der moderne Sozialismus in seiner geschichtlichen Entwicklung. Dresden 1908 (online). (1906)
- Soziale Theorie der Verteilung, Berlin 1913
- Michael Tugan-Baranovsky: Die kommunistischen Gemeinwesen der Neuzeit. Friedrich Andreas Perthes, Gotha 1921 (online [PDF]).